# Finländska mästerskapet i fotboll 1921
Finländska mästerskapet i fotboll 1921 vanns av HPS Helsingfors.

## Finalomgång

### Semifinaler
| Vasamaa Vasa | HJK Helsingfors | 0-5 |
| IFK Åbo      | HPS Helsingfors | 0-3 |

### Final
| HPS Helsingfors | HJK Helsingfors | 1-1 | 2-1 |

- HPS Helsingfors finländska mästare i fotboll 1921.